# Barrio Obrero (Santurce)
|                                                  |                                                         |
| Coordenadas                                      | 18°26′6″N 66°3′16″O / 18.43500, -66.05444               |
| Entidad • País • Territorio • Municipio • Barrio | Sub-barrio Estados Unidos Puerto Rico San Juan Santurce |
| Superficie                                       | 1,11 km² (0,40 mi²)                                     |
| Población • Densidad poblacional                 | 11.467 (2000) 11.087,8 km² (28.717,3 mi²)               |

Barrio Obrero o simplemente “Obrero”, es el “sub-barrio” más poblado y el segundo de mayor extensión territorial del barrio Santurce en el municipio de San Juan, Puerto Rico. De acuerdo al censo del año 2000, este sector contaba con 11.467 habitantes y un área de 1,11 km².
El Barrio Obrero concentra una de las poblaciones más numéricas de dominicanos en Santurce y todo Puerto Rico. De acuerdo al último censo informado del año 2000, residían en el sector un total de 3.149 dominicanos que equivalían al 27,46% de total poblacional para el sub-barrio. Esta cifra resultó casi cuatro veces mayor que los 846 quisqueyanos contabilizados en María Moczó; segundo sub-barrio de Santurce con mayor cantidad de personas nacidas en la República Dominicana.

## Ubicación
El Barrio Obrero ubica al este-sureste de la península santurcina. Limita al sur con el Caño Martín Peña que le separa del barrio Hato Rey Central del antiguo municipio de Río Piedras. Al oeste, la Avenida Juan Ponce de León demarca la separación con el sub-barrio Martín Peña. Al noroeste se encuentra Monteflores, separado de Barrio Obrero por la Avenida Borinquen y la Calle Tapia. En el extremo norte se halla el sub-barrio Herrera, del cual es separado por la Avenida Eduardo Conde. Mientras al noreste, limitado por la Calle Cortijo y la Avenida Borinquen, se localiza el sector Las Palmas. Por último, en el extremo oriental, colinda con la Calle Barbosa que le separa del sub-barrio Las Casas, sede de la comunidad “Península de Cantera”.

## Historia

### Planificación del Barrio Obrero
Para inicios del siglo XX, un informe realizado por el Comisionado del Trabajo reflejó que la porción oriental de la Isleta de San Juan, conocida como Puerta de Tierra, era la zona de mayor concentración poblacional en todo Puerto Rico. En esta zona ubicaban los principales talleres y fábricas de la ciudad. Además servía de recipiente para la mayoría de los nuevos residentes que atraía la Capital dada su cercanía al centro urbano y como resultado de la inexistencia de un sistema de transportación público adecuado que permitiera asentamientos más distantes. La inmigración masiva y la falta de espacio, había provocado que miles de residentes del sector vivieran condiciones de hacinamiento en barracones mal iluminados y de poca ventilación. Como consecuencia, comenzó a gestarse un movimiento social, de la mano del Partido Socialista Puertorriqueño, que promovía la creación de barrios obreros en las principales ciudades de Puerto Rico.
El Art. 8 de la Ley Núm. 35 del 11 de marzo de 1915, crea la "Comisión de Hogares Seguros" que, entre otras funciones, tendría el propósito de gestionar, a costos razonables, las ventas de terrenos del pueblo de Puerto Rico a trabajadores. La Comisión propuso el desarrollo del Barrio Obrero como mecanismo para atender el problema de vivienda pública en San Juan y mejorar las condiciones sanitarias de la población. Esta iniciativa representaría el primer intento de renovación urbana por vía de la eliminación de arrabales en Puerto Rico y serviría como precedente en la planificación urbana.
El proyecto constaría viviendas unifamiliares para artesanos y obreros, con acueducto, alcantarillado y luz eléctrica. La  construcción sería sufragada con fondos públicos, proveyendo el arrendamiento de las residencias con derecho a propiedad. Estas nuevas viviendas servirían de hogar a desplazados de varios arrabales de Puerta de Tierra que serían eliminados para facilitar el dragado del Canal San Antonio. Con este dragado se ampliarían las facilidades del puerto de San Juan, creando espacio para el acomodo de embarcaciones de mayor tamaño y nuevos almacenes portuarios. Los arrabales desplazados en Puerta de Tierra fueron Salsipuedes, Hoyo Frío y Gandulito. En Santurce, la construcción de la nueva Avenida Fernández Juncos en 1926 y el destinamiento para facilidades portuarias de algunas tierras al sur de dicha vía, provocó otra serie de expropiaciones, también atendidas por la Comisión de Hogares Seguros.

### Desarrollo inicial
Entre el año 1920 y 1921, la “Comisión de Hogares Seguros” gestionó el inicio de la construcción del Barrio Obrero en una finca de 62 acres adquirida en Santurce. Los terrenos fueron comprados a Don José Rexach, la Familia Ortiz Dixon, la Marina de Guerra de los Estados Unidos y el Sr. Don Ignacio Rosales. El diseño del Barrio Obrero incluía la lotificación de solares destinados para la construcción de unas 600 viviendas de madera o concreto con capacidad para alojar más de 3.000 personas, así como el establecimiento del equipamiento social e infraestructura necesaria. Además, la Comisión ofrecería contratos subsidiados a las familias desalojadas de los arrabales, como compensación por la pérdida de sus hogares. 
Se construyeron primeramente 50 viviendas de hormigón y 210 de madera.  Las viviendas constaban de tres habitaciones pero sus costos variaban de acuerdo al tipo de letrina o si tenían cuarto de baño integrado. Durante los primeros dos años, se establecieron en Barrio Obrero unas 460 familias. Ya para 1935 la barriada contaba con 1.146 viviendas, además de comercios y facilidades comunales. No obstante, la relocalización de los residentes de Puerta de Tierra a un área relativamente alejada de los centros de empleo, resultó infructuosa. Tampoco se había construido una iglesia en el Barrio Obrero y por tanto muchos de sus residentes viajaban hasta Puerta de Tierra para asistir a misa en la Parroquia  San Agustín. Se mantuvieron los vínculos familiares, sociales y culturales entre ambos barrios a pesar de estar distanciados. Eventualmente, muchos residentes del Barrio Obrero regresaron a Puerta de Tierra y vendieron sus contratos a personas que no necesitaban el subsidio. Este hecho provocó opiniones de crítica de parte de muchos oficiales gubernamentales que calificaron como error invertir fondos públicos en desarrollos viviendas y repartición de lotes a familias que luego liquidaban sus préstamos, con descuentos, a favor de individuos que no los necesitaban.
Aun así, Barrio Obrero continuó experimentando un marcado aumento poblacional, principalmente de personas provenientes del campo en búsqueda de trabajo en la ciudad. Las condiciones de vida en las zonas aledañas al Caño Martín Peña se habían tornado insalubres, con muchas viviendas ancladas sobre el manglar conectadas por tablas que servían como puentes. Con el pasar del tiempo, los propios residentes del área fueron rellenando el mangle con desperdicios, piedras y arena para luego construir las viviendas sobre terrenos sólidos. En el censo de 1950, se experimentó el máximo récord poblacional en el sector con 25.219 habitantes.